# El Niño (MC)
Iván Díaz, més conegut com El Niño o El Niño Snake és un mestre de cerimònies malagueny, membre de Tríada juntament amb Jefe de la M i Ijah.

## Biografia
L'any 2003 es va donar a conèixer amb col·laboracions amb Keyo i Jefe de la M. El 2004 va treure el seu primer maxi, Puedo Jugar? amb tres temes i les instrumentals, produït per Jefe de la M i Big Hozone. Des de llavors va començar a acompanyar a Triple XXX als seus directes.
El 2005 va treure juntament amb el seu grup Tríada un altre maxi, produït per Jefe de la M i Big Hozone.
No va ser fins al 2007 quan va editar el seu primer LP "En Blanco y Negro", amb col·laboracions de Tote King, Shotta, Jefe de la M, Ijah i Jokerfeller.
Recentment ha col·laborat a l'LP de Shotta, "Sangre" i el de Rapsoda, les dues cançons amb Gordo Master. L'any 2007 s'uneix al grup Reserved for Dogs, traient una maqueta.

## Discografia

### En solitari
- "Puedo jugar?" (Maxi) (Bobby Lo Records, 2004)
- "En Blanco y Negro" (LP) (Soul Clap, 2007)

### Amb Tríada
- "Tres" (Maxi) (Bobby Lo Records, 2005)

## Col·laboracions
- Jefe de la M "Entra el Dragón" (2003)
- Keyo "Fuego Abierto" (2003)
- Triple XXX "Primera Clase" (2004)
- VA "Ill Music Vol.1" (2005)
- Puto Largo "Inspiración" (2007)
- Shotta "Sangre" (2008)
- Rapsoda (Mc) "El Jugador" (2008)
- DJ Pera "Periplo" (2008)
- DJ Pera "MálagaRoyalz VOl.1" (2008)